# Jacques Brunschwig
Jacques Brunschwig (* 27. April 1929 in Paris; † 16. April 2010 in Antony, Département Hauts-de-Seine) war ein französischer Philosophiehistoriker, er lehrte als Professor für Philosophie der Antike an der Universität Paris X Nanterre (1976–1988) und an der Universität Paris I (1988–1994).

## Leben
Brunschwig ist der Sohn des Absolventen der École polytechnique, Robert Brunschwig (1893–1939), und der Isabelle Vidal-Naquet (1898–1954). Der Althistoriker Pierre Vidal-Naquet (1930–2006) war sein Cousin, mit dem er seine Anfänge in der Lektüre antiker Autoren machte.
Während des Zweiten Weltkriegs lebte seine Familie bei den Familien seiner Onkel mütterlicherseits, Lucien und Georges Vidal-Naquet, zuerst von Juli 1939 bis Juni 1940 in Fouesnant (Finistère), dann in Marseille. Jacques Brunschwig besuchte zunächst das Lycée in Quimper, dann das Lycée Périer in Marseille. Nach der Besatzung Südfrankreichs durch die Wehrmacht im November 1942 werden die Kinder angesichts der Gefahr der Deportation nach Megève gebracht und blieben dort bis April 1943. Dann trennten sich die drei Familien: die Brunschwigs gehen nach Dieulefit (Département Drôme), während die Vidal-Naquets nach Marseille zurückkehrten, wo Lucien und seine Frau am 15. Mai 1944 festgenommen und nach Auschwitz deportiert wurden, wo sie kurz darauf umgebracht wurden.
Nach der Befreiung kehrten die Brunschwig nach Paris zurück. Jacques Brunschwig machte seinen Schulabschluss am Lycée Carnot und bereitete sich am Lycée Henri-IV auf die Aufnahmeprüfung (Concours) für die École normale supérieure vor, die er 1948 als Bester des Jahrgangs bestand. Er studierte Philosophie und bestand die Agrégation (Staatsprüfung für das höhere Lehramt) 1952 ebenfalls als Jahrgangserster. Bei Alphonse Dain, Pierre-Maxime Schuhl, Maurice de Gandillac und Victor Goldschmidt vertiefte er sein Studium der antiken Philosophie. Von 1953 bis 1957 arbeitete er als wissenschaftlicher Assistent an der geisteswissenschaftlichen Fakultät der Universität Paris (Sorbonne), anschließend war er bis 1966 als wissenschaftlicher Mitarbeiter (attaché bzw. chargé de recherche) am Centre national de la recherche scientifique (CNRS).
Brunschwig schloss 1966 das Doctorat de 3e cycle an der Sorbonne ab, wo er anschließend bis 1969 als maître assistant für Philosophiegeschichte lehrte. Dann wechselte er als Lehrbeauftragter bzw. Maître de conférences an die neugegründete Université de Picardie Jules Verne in Amiens. 1976 verteidigte er seine Thèse d’État (entspricht etwa einer Habilitation) an der Universität Clermont-Ferrand. Als Professor für Philosophiegeschichte der Antike wurde er anschließend an die Universität Paris X Nanterre berufen. Er wechselte 1988 an die Université Paris 1 Panthéon-Sorbonne, wo er bis zu seiner Emeritierung 1994 lehrte. Er gehörte der Forschungsgruppe Antike, Mittelalter, Arabische Transmission an. Neben seinen Lehrtätigkeiten in Frankreich nahm er verschiedene Gastprofessuren und Forschungsaufenthalte wahr:
- 1974 Gastprofessur an der Universität von Abidjan (Elfenbeinküste)
- 1979–80 Gastprofessor, Princeton University (USA)
- 1984–85 Fellow am Wissenschaftskolleg zu Berlin (Kolloquium zu Was ist und was soll die Geschichte der Philosophie?)
- 1989 Gastprofessor an den Universitäten von Padua und Venedig
- 1991 Gastprofessor, University of Texas at Austin (USA)
- 1999 Distinguished Visiting Fellow, Christ’s College, Cambridge

Zu seinen akademischen Schülern gehören Voula Tsouna, Gábor Betegh und Marwan Rashed.

## Auszeichnungen
1990 wurde er zum Corresponding Fellow der British Academy gewählt, 1996 wurde er mit dem Preis der Stiftung Antonio Jannone (Rom) ausgezeichnet und 2007 zum Foreign Honorary Member der American Academy of Arts and Sciences ernannt.

## Forschungsgebiete
Brunschwig forschte vor allem zu Aristoteles, dessen Topik er edierte und übersetzte, und zur hellenistischen Philosophie (Epikureismus, Stoizismus, Skeptizismus). Eine Sammlung seiner Aufsätze wurde auch in einer englischsprachigen Fassung veröffentlicht. Über die antike Philosophie hinausgehend, hat er eine Übersetzung der Regulae ad directionem ingenii von Descartes und Ausgaben der Essais de Théodicée und der Nouveaux essais sur l'entendement humain von Leibniz publiziert.

## Schriften (Auswahl)
- Aristote, Topiques. Texte établi et traduit par Jacques Brunschwig. 2 Bände. Les Belles Lettres, Paris I: 1967, II: 2007.
- (Hrsg. mit Martha Nussbaum): Passions and Perception. Studies in Hellenistic Philosophy of Mind. Proceedings of the Fifth Symposium Hellenisticum. Cambridge University Press, Cambridge 1993.
- Papers in Hellenistic Philosophy. Cambridge University Press, Cambridge 1994, ISBN 0-521-41712-0.
- Études sur les philosophies hellénistiques. Épicurisme, stoïcisme, scepticisme (Collection Épiméthée). Presses universitaires de France, Paris 1995, ISBN 2-13-046792-X.
- mit G. E. R. Lloyd (unter Mitarbeit von Pierre Pellegrin): Le Savoir grec. Dictionnaire critique. Préface de Michel Serres. Flammarion, Paris 1996, ISBN 2-08-210370-6.
  - Deutsche Übersetzung: Das Wissen der Griechen. Eine Enzyklopädie. Fink, München 2000.
  - Englische Übersetzung: Greek Thought. A Guide to Classical Knowledge. Harvard University Press, 2000.
- La Philosophie à l’époque hellénistique. In: Monique Canto-Sperber (Hrsg. mit Jonathan Barnes, Luc Brisson, Jacques Brunschwig, Gregory Vlastos), Philosophie grecque. Presses Universitaires de France, Paris 1997, 2e édition revue et corrigée 1998, Ss. 457–591.
- Pyrrhonism. In: Mary Louise Gill, Pierre Pellegrin (Hrsg.), A Companion to Ancient Philosophy. Wiley-Blackwell, Chichester 2006, paperback 2009, Ss. 465–485.